# Epistética
La epistética, del griego ἐπιστήμη -epistḗmē («conocimiento») y del griego αἰσθητική -aisthetikê, («sensación», percepción»), se puede concebir como una rama intermedia de exploración entre la estética y la epistemología. Su campo fronterizo de estudio se explica gracias a la implementación de metodologías transdisciplinarias de investigación y su disolución de los paradigmas tradicionales del conocimiento separado en especializaciones. Se aboca a entender cómo surge la construcción de conocimiento, en especial en las expresiones relacionadas al arte. Entre otros mecanismos, investiga como las expresiones artísticas inciden gracias a su potencial metafórico y a través de las emociones y sensaciones que generan en la comprensión de conceptos e ideas complejas que de otro modo, por ejemplo mediante la explicación en el marco del pensamiento lógico-discursivo, serían difíciles de asimilar. Es decir, atiende el vínculo entre la percepción y la construcción heurística de sentido que ésta produce para constituir saberes.
Si bien su uso se gesta en el ámbito del arte en relación con otras áreas del conocimiento, podría desprenderse de él para vincular diversas expresiones relacionados con el conocimiento metafórico o relativo a la poiesis de cualquier disciplina creativa, con las que son producto de investigación más bien científica.
Por otro lado el decolonialista Román de la Campa propone el neologismo “epistético” como el entrecruzamiento dialéctico entre el conocimiento y la representación/estetización del mismo: define teoría epistética como "un rejuego incierto entre la epistemología y la estética". Alex Schlenker lo retoma para referirse a la articulación de sus investigaciones (teórico/artísticas), y sus procesos creativos-estéticos en torno a la imagen.
También se halla la noción, a partir de lo que propone De la Campa, de relacionalidad interepsitémica, asociada a la inter- y transdisciplinariedad.